# ماركوس فايسنبرغر
ماركوس فايسنبرغر (بالألمانية: Markus Weissenberger)‏ هو لاعب كرة قدم نمساوي في مركز الوسط، ولد في 8 مارس 1975 في Lauterach ‏ في النمسا. شارك مع منتخب النمسا تحت 21 سنة لكرة القدم ومنتخب النمسا لكرة القدم. أما مع النوادي، فقد لعب مع آينتراخت فرانكفورت وأرمينيا بيليفيلد ولاسك لينتس وميونخ 1860.

## وصلات خارجية
- ماركوس فايسنبرغر على موقع الاتحاد الدولي (مؤرشف)  (الإنجليزية)
- ماركوس فايسنبرغر على موقع قاعدة بيانات كرة القدم.إي يو (الإنجليزية)
- ماركوس فايسنبرغر على موقع ناشيونال فوتبول تيمز (الإنجليزية)